# Mali Kozinac
Mali Kozinac is een plaats in de gemeente Barilović in de Kroatische provincie Karlovac. De plaats telt 27 inwoners (2001).